# Námořní letectvo

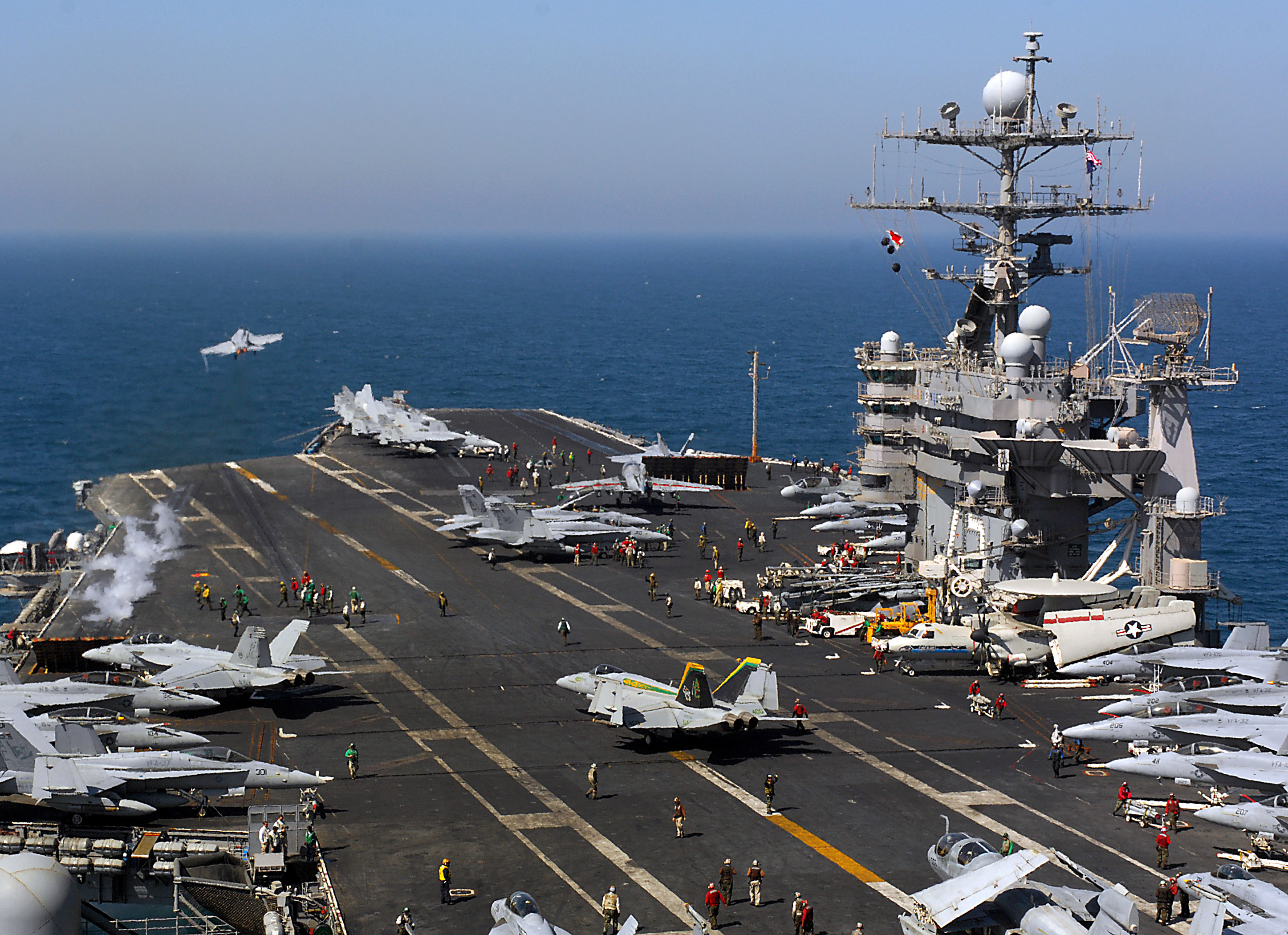
Pohled na letovou palubu současné letadlové lodi (USS Harry S. Truman) zachycuje letadla amerického námořnictva.

Námořní letectvo je označení pro leteckou ozbrojenou složku, která je součástí námořních sil a určená k jejich vzdušné podpoře. Jeho role může sahat od průzkumu a námořního hlídkování, letecké dopravy osob a materiálu na paluby lodí, evakuace raněných či nemocných z nich a záchrany trosečníků, přes boj proti ponorkám i hladinovým cílům, zajištění stíhací ochrany námořním silám a získání převahy ve vzduchu v prostoru námořních operací, až po podporu obojživelných operací, případně i jinou projekci námořní síly proti cílům na pevnině.
Využívá k tomu jak letadla operující z pozemních základen, tak palubní letadla, například vrtulníky operující z palub křižníků, torpédoborců a fregat a dalších plavidel, případně specializovaných nosičů vrtulníků, jakož i letadla s pevným křídlem z palub letadlových lodí, případně někdy i takzvaných letadlových křižníků; a to jak letounů v konfiguraci s vertikálním nebo krátkým vzletem a vertikálním přistáním, tak i startujících za pomoci katapultu a přistávajících za použití záchytného háku.

## Vznik a vývoj

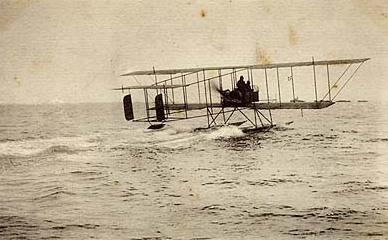
Plovákový letoun typu Farman japonského námořního letectva operující během bitvy o Čching-tao (1914) za podpory nosiče hydroplánů Wakamija Maru.

V počátcích námořního vojenského letectví, od konce první dekády 20. století přibližně do jeho poloviny, byly k řadě úloh námořními letectvy rozsáhle užívány hydroplány, tedy plovákové letouny a létající čluny, případně i obojživelné letouny, někdy podporované specializovaným typem podpůrné lodi, zvané nosič hydroplánů, které jim umožňovaly operovat z mořské hladiny i ve značných vzdálenostech od permanentních základen a letišť, ale tato výhoda postupně ztrácela na významu s konstrukčním rozvojem a vzrůstem počtu letadlových lodí ve výzbroji námořnictev, disponujících mobilitou a akčním rádiem s nosiči hydroplánů srovnatelným či dokonce vyšším, a současně s vyššími výkonnostními parametry palubních letounů, aerodynamicky výhodněji tvarovaných než hydroplány, jakož i vzrůstajícím doletem a provozní spolehlivostí letounů z pozemních základen. Již v 20. a 30. letech dvacátého století tak bylo nasazení hydroplánů redukováno zejména na průzkumnou a hlídkovou úlohu, zejména v oblastech kde se nevyplatilo zřizovat stálá pozemní letiště, a tuto roli si uchovaly do konce druhé světové války a krátce po ní. Hydroplány katapultované z bitevních lodí a křižníků byly zhruba do stejné doby užívány jako pozorovací stroje k řízení a korigování jejich dělostřelecké palby, než byly postupně všeobecně nahrazeny jejím zaměřováním za pomoci dělostřeleckých radiolokátorů.
Námořní letectva ve svých počátcích široce užívala také aerostaty, zejména neztužené vzducholodě, jako hlídkové, střežící prostory nad kterými by užití tehdejších letounů bylo buď nemožné vzhledem k nízkému doletu, nebezpečné pro posádky vzhledem k nízké spolehlivosti jejich motorů, anebo neefektivní.
Některá námořnictva (například italské královské námořnictvo a německé Císařské námořnictvo) v době první světové války užívala velkých poloztužených či ztužených vzducholodí v roli strategického bombardéru a dálkového námořního hlídkového prostředku. Efektivní nasazení vzducholodí v prvé z uvedených rolí bylo již ke konci tohoto konfliktu znemožněno pokrokem v konstrukci stíhacích letounů, ale Námořnictvo Spojených států amerických do konce 30. let považovalo ztužené vzducholodě velkých rozměrů za způsobilé plnit roli hlídkového stroje, svým operačním doletem schopného pokrýt rozsáhlé oblasti oceánů nedostupné tehdejším letounům a současně v této úloze cenově efektivněji než hladinové síly které by srovnatelnou plochu jinak musely střežit. Jeho poslední ztužená vzducholoď USS Los Angeles byla ze služby vyřazena až v roce 1939. Ve využití menších neztužených vzducholodí k protiponorkovému hlídkování v oblastech kde nehrozil jejich střet s nepřátelským letectvem pokračovalo i v dobách druhé světové války, a poslední neztužené vzducholodě třídy N, užívané jako nosiče radarových antén v rámci vzdušného systému včasného varování, vyřadilo až v roce 1962.

## Mírové využití námořních vzdušných sil

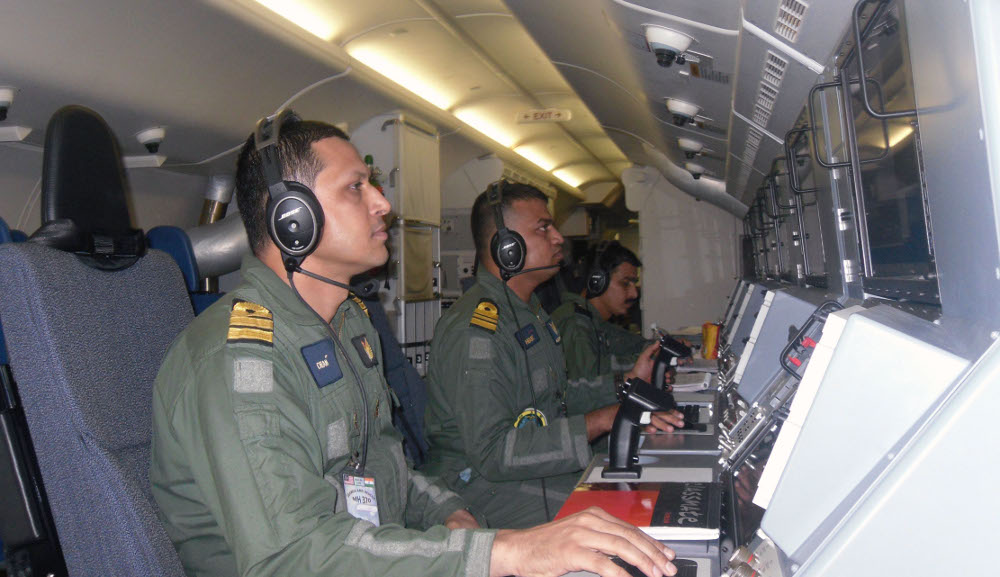
Operátoři elektronických systémů na palubě hlídkového letounu P-8I Neptune leteckých sil Indického námořnictva během pátrání po zmizelém Boeingu 777 letu 370 Malaysia Airlines.

Jinou než vojenskou rolí námořních vzdušných sil může být pomoc při živelních pohromách v pobřežních oblastech, ať již při evakuaci ohrožených osob či dopravě nouzových zásob, vzhledem k mobilitě palubních leteckých sil, anebo při pátrání po obětech neštěstí na moři za pomoci speciálního vybavení námořních průzkumných letounů.

## Námořní letectvo

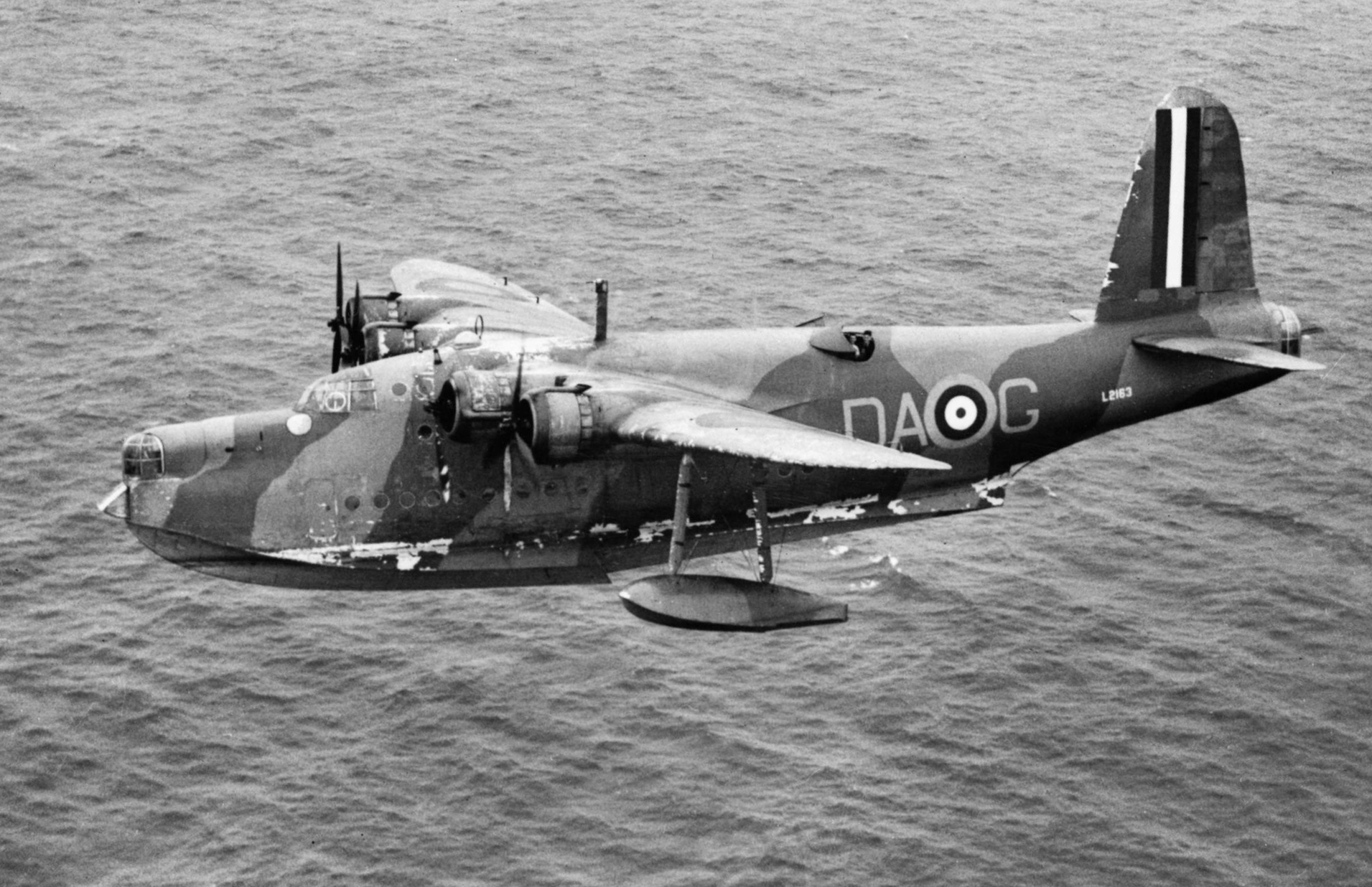
Námořní hlídkový stroj Short Sunderland Coastal Command RAF v době druhé světové války.

V některých zemích je část jejich vojenského letectva vyčleněná k operacím nad mořem či k podpoře a spolupráci s válečným loďstvem, ale netvořící jeho součást, označována jako letectvo námořní. Takovouto roli plnilo například Coastal Command (Velitelství pobřežního letectva) Royal Air Force existující mezi lety 1936 a 1969.

## Některá námořní letectva

### Aktivní
- Aéronavale
- Fleet Air Arm
- Marineflieger

### Zaniklá
- Japonské císařské námořní letectvo
- Royal Naval Air Service
- Sovětské námořní letectvo